# NGC 7563
NGC 7563 é uma galáxia espiral barrada (SBa) localizada na direcção da constelação de Pegasus. Possui uma declinação de +13° 11' 48" e uma ascensão recta de 23 horas, 15 minutos e 55,9 segundos.
A galáxia NGC 7563 foi descoberta em 19 de Outubro de 1784 por William Herschel.